# 奧迪諾凱
49°40′15″N 23°49′13″E / 49.67083°N 23.82028°E
奧迪諾凱（羅馬化：Odynoke）是烏克蘭西部的村莊，隸屬利維夫州的利維夫區。該村始建於1946年，面積0.27平方公里，海拔高度315米，2001年人口176，人口密度每平方公里651.85人。